# Municipalità distrettuale di Umkhanyakude
La municipalità distrettuale di Umkhanyakude (in inglese Umkhanyakude District Municipality) è un distretto della provincia di KwaZulu-Natal e il suo codice di distretto è DC27.
La sede amministrativa e legislativa è la città di Mkuze e il suo territorio si estende su una superficie di 12.818 km².
Una parte del territorio della municipalità distrettuale è un DMAs, chiamato KZDMA27.

## Geografia fisica

### Confini
La  municipalità distrettuale di Umkhanyakude confina a nord e a ovest con lo Swaziland, a nord con il Mozambico,a est con il District Management Areas KZDMA27,a sud con quello di uThungulu e a ovest con quello dello Zululand.

### Suddivisione amministrativa
Il distretto è suddiviso in 5 municipalità locali:
- Hlabisa
- Umhlabuyalingana
- Mtubatuba
- Jozini
- Big 5 False bay